# Добржанский, Владимир Пантелеймонович
Владимир Пантелеймонович Добржанский (25 мая 1892, Киев — не ранее 1938) — русский и советский кинооператор, один из первых кинооператоров Киева.

## Биография
Родился в Киеве в 1892 году. Окончил двухклассное училище в Киеве. Был рядовым в Первую мировую войну. В кинематографии — с 1908 года, начинал работу помощником механика и одновременно как оператор-любитель. С 1909 года — кинокорреспондент «Пате-журнала». С 1910 года работал в Московском отделении киностудии «Пате».
В 1909—1915 годах снял более 100 хроникальных сюжетов. Снимал торжества по случаю прибытия Николая II в Киев на открытие памятника Александру II (1911), похороны композитора Н. В. Лысенко в Киеве (1912), хронику первого группового перелёта Киев — Остёр — Нежин — Киев на борту аэроплана с авиатором П. Н. Нестеровым (1913). По мнению большинства специалистов, это была первая в мире киносъёмка с воздуха. В 1918 году участвовал в хроникальных съемках Кинематографической секции ГУМНК.
С 1919 года работал в Украинском кинокомитете, с 1925 года — в «Пролеткино», а с 1927 года — в «Узбекгоскино». В 1938 году был арестован.

Фотографии Владимира Добржанского отличаются чёткостью, а выбор кадра красивостью. К техническим фокусам не склонен и работает «по старинке».— Кино: советская кинематография / Под ред. И. Н. Бурсака. — М.: Пролеткино, 1925.

## Работы как оператора
- 1909 — «Полтавские торжества»
- 1910 — «Конные игры в Киевском военном училище»
- 1910 — «Перенесение мощей Св. Ефросинии»
- 1911 — «Ужасная строительная катастрофа в Киеве — обвал дома № 14 на Львовской улице с многими человеческими жертвами»
- 1911 — «Киевские торжества по случаю открытия памятника царю-освободителю в присутствии Их Величеств в сопровождении П. А. Столыпина»
- 1911 — «Похороны Столыпина»
- 1911 — «Открытие памятника Св. Ольге в Киеве 4 сентября 1911 г.»
- 1912 — «Грандиозный разлив Днепра и наводнение предместий г. Киева в 1912 году»
- 1912 — «Прогулка актёров МХАТ по Днепру»
- 1912 — «Похороны известного общественного деятеля М. Е. Мандельштама»
- 1912 — «Похороны чинов полиции, павших жертвой служебного долга в „Пуще-водице“»
- 1912 — «Воздушное колесо как ветряной двигатель, изобретённое крестьянином Иосифом Рябоконём, патент в России»
- 1912 — «Дело к расследованию Андрея Ющинского» (первый документальный фильм по делу Бейлиса)
- 1913 — «К процессу Бейлиса»
- 1913 — «Киевская Олимпиада»
- 1914 — «Полёт лётчика Нестерова»
- 1917 — «Снятие памятника Столыпину»
- 1918 — «Парад вільного козацтва»
- 1918 — «Похорони жертв більшовиків у Киевi»
- 1918 — «Похорони юнаків-героів Украіни»
- 1918 — «Хозяин жизни»
- 1919 — «Всеобуч»
- 1919 — «Вставай, проклятьем заклеймённый!»
- 1919 — «Красная репка»
- 1919 — «Красный командир»
- 1919 — «Мир — хижинам, война — дворцам»
- 1919 — «На помощь красному Харькову»
- 1919 — «Революционный держите шаг!»
- 1919 — «Слушайте, братья!»
- 1919 — «Это будет последний и решительный бой»
- 1923 — «Борьба за „Ультиматум“»
- 1924 — «Из искры пламя»
- 1924 — «Красный тыл»[2][11]
- 1926 — «Глаза Андозии»
- 1927 — «Крытый фургон»
- 1927 — «Вторая жена»[12]
- 1928 — «Прокажённая»